# 睢陽区
睢陽区（すいよう-く）は中華人民共和国河南省商丘市に位置する市轄区。

## 行政区画
- 街道:古城街道、文化街道、東方街道、新城街道、宋城街道、古宋街道
- 鎮:宋集鎮、郭村鎮、李口鎮、高辛鎮、塢墻鎮、馮橋鎮、路河鎮、閻集鎮、毛堌堆鎮、臨河店鎮
- 郷:包公廟郷、婁店郷、勒馬郷